# Agriotes dilataticoxis
Agriotes dilataticoxis là một loài bọ cánh cứng trong họ Elateridae. Loài này được Buysson miêu tả khoa học năm 1904.